# Meta (Missouri)
Pour les articles homonymes, voir Méta.
Meta est une ville du comté d'Osage, dans le Missouri, aux États-Unis,. Située au sud-ouest du comté elle est incorporée en 1959.

## Démographie
Lors du recensement de 2010, la ville comptait une population de 229 habitants. Elle est estimée, en 2016, à 227 habitants.

### Source de la traduction
- (en) Cet article est partiellement ou en totalité issu de l’article de Wikipédia en anglais intitulé « Meta, Missouri » (voir la liste des auteurs).